# Mariano Acosta
Mariano Acosta (ur. 8 września 1825 w Buenos Aires, zm. 17 września 1893 tamże) – argentyński polityk, wiceprezydent Argentyny 1874-1880.
Jako deputowany do zgromadzenia prowincji był jednym z autorów projektu konstytucji Buenos Aires z 1853. W tym okresie był też komisarzem prowincji ds. imigracji. Po wycofaniu się na pięć lat z polityki, w 1860 został ponownie deputowanym prowincji, a w 1862 - ministrem spraw wewnętrznych prowincji Buenos Aires. W tym samym roku założył miasto Saladillo. W latach 1868–1870 był prezesem Banku Prowincji. Pracował też jako radca prawny Kolei Zachodniej.
W latach 1867–1869 i 1870-1872 przewodniczył Izbie Deputowanych Argentyny. Od 1872 do 1874 był gubernatorem prowincji Buenos Aires. W tym okresie weszła nowa konstytucja prowincji, a nadzór nad budową dróg i kanałów objął pierwszy argentyński inżynier Luis Augusto Huergo. Jako wiceprezydent nadzorował program budowy szkół i sprowadzenie z Francji szczątków generała José de San Martína, do czego doszło w 1880. Sprzeciwiał się planom stolicy do Belgrano. Po zakończeniu kadencji wycofał się z polityki.